# Kirthar-Nationalpark
Der Kirthar-Nationalpark liegt im südwestlichen Teil der Provinz Sindh in Pakistan und wurde im Jahr 1974 gegründet. Die Gesamtfläche umfasst 3087 km², womit er nach dem Hingol-Nationalpark der zweitgrößte Nationalpark des Landes ist. Zur natürlichen Tierwelt gehörten Leoparden, Streifenhyänen, Wölfe, Honigdachse, Kreishornschafe, Chinkara-Gazellen und die Sind-Wildziegen. Hirschziegenantilopen werden für eine geplante Auswilderung in Gehegen gezüchtet. Die großen Raubtiere wurden dagegen mittlerweile weitgehend ausgerottet. So erfolgte der Abschuss des letzten Leoparden im Jahr 1977.

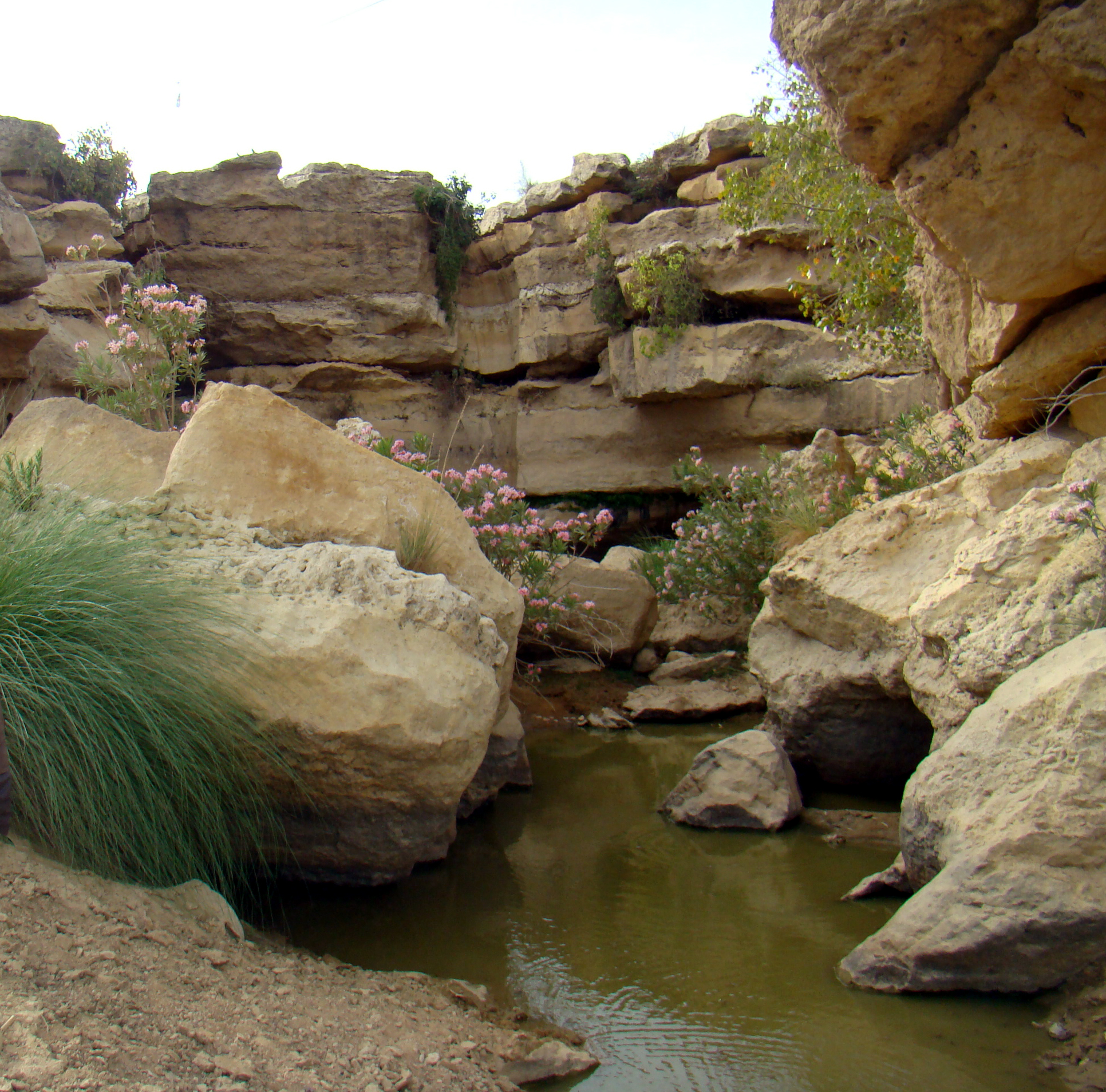
Quelle im Kirthar-Nationalpark
Wildziegen im Nationalpark
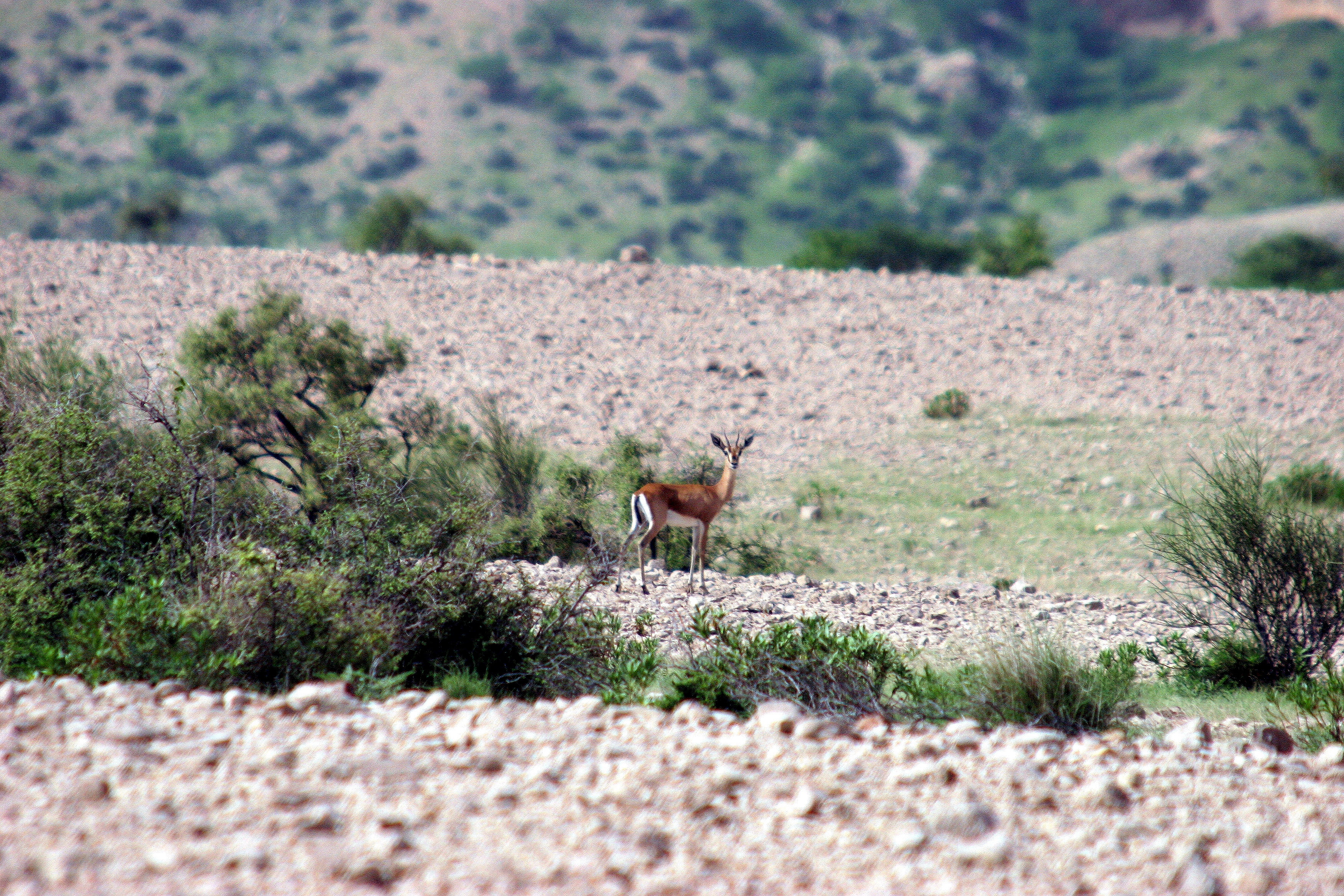
Indische Gazelle im Park
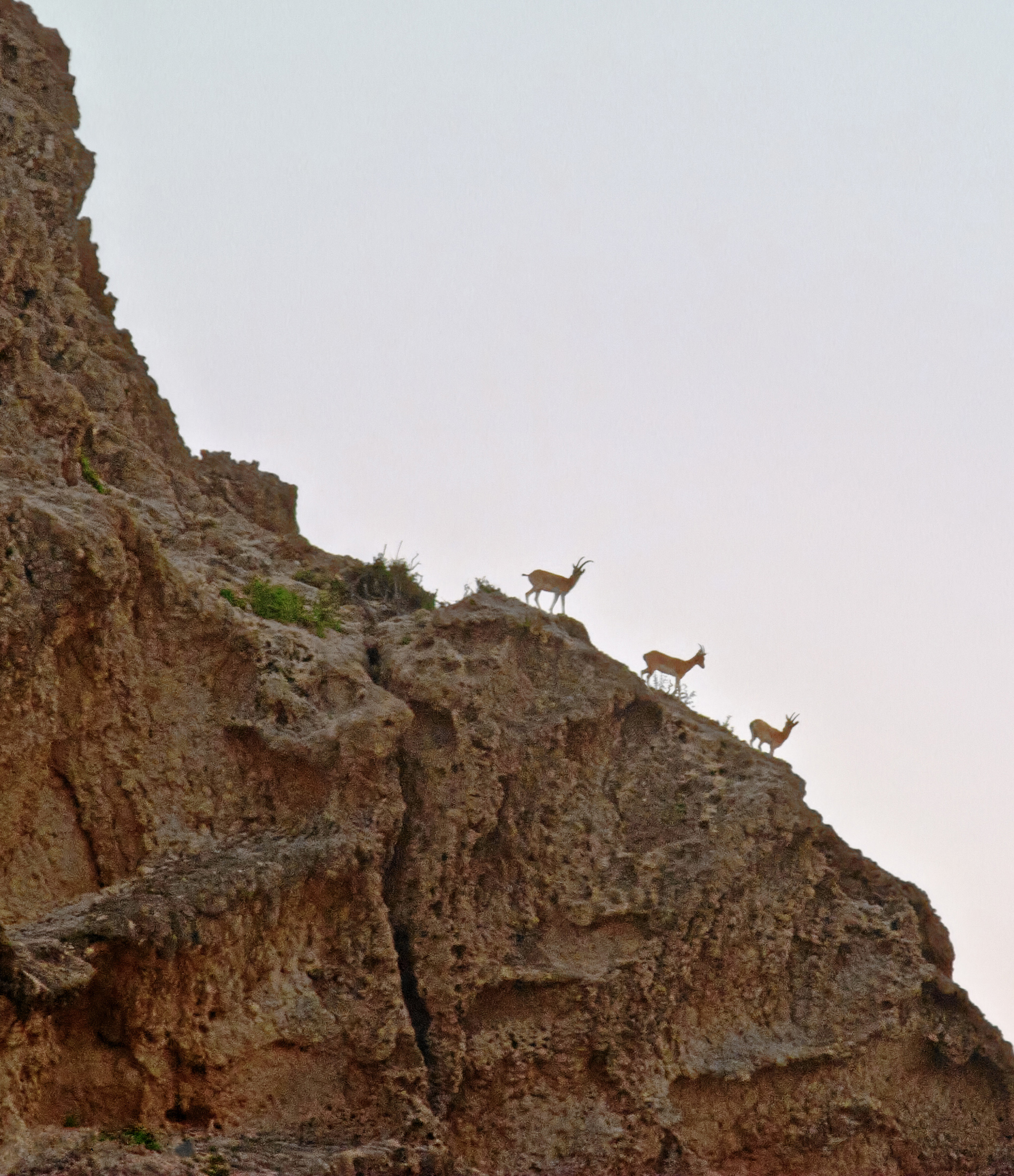
Wildziegen
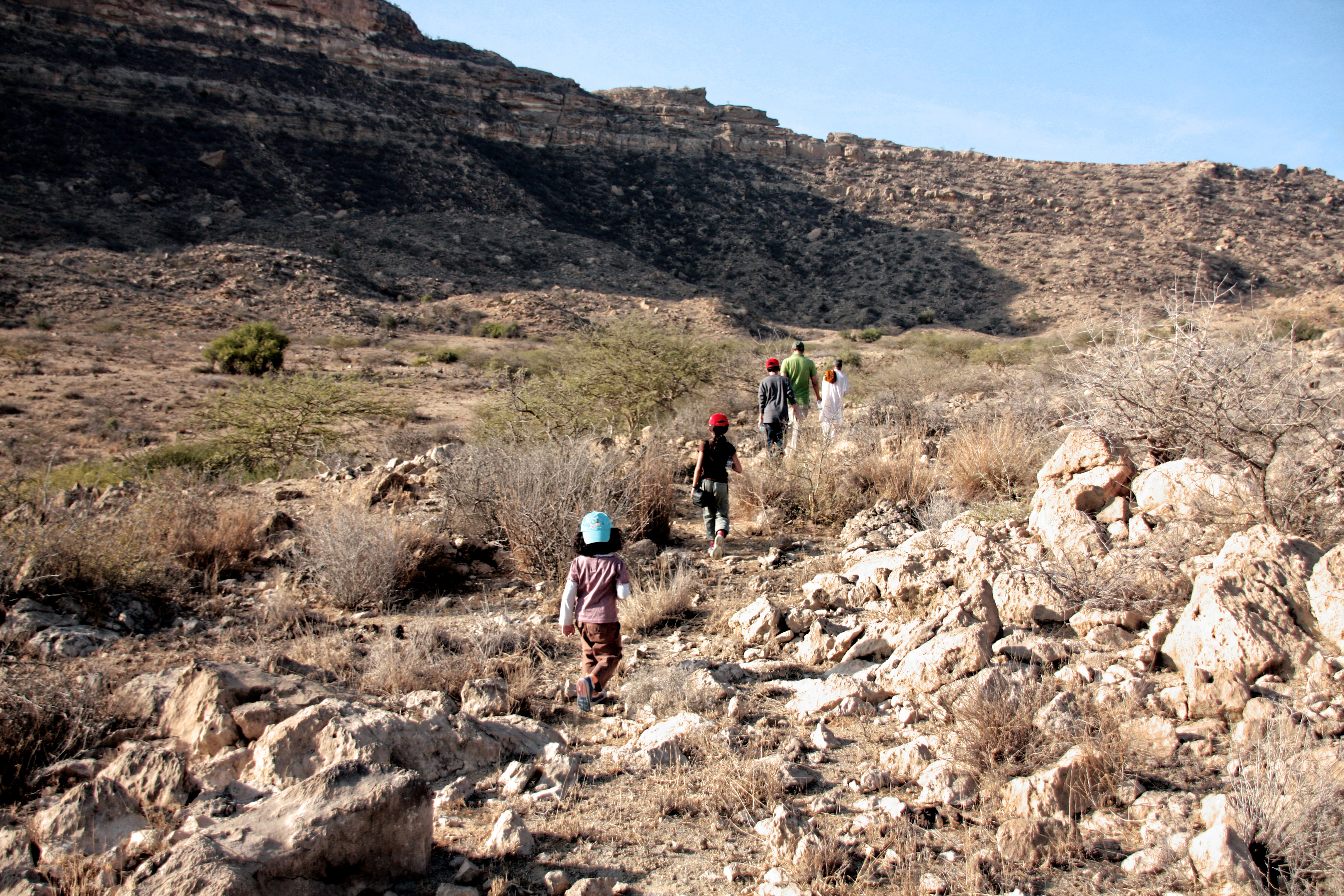
Wandergruppe im Nationalpark
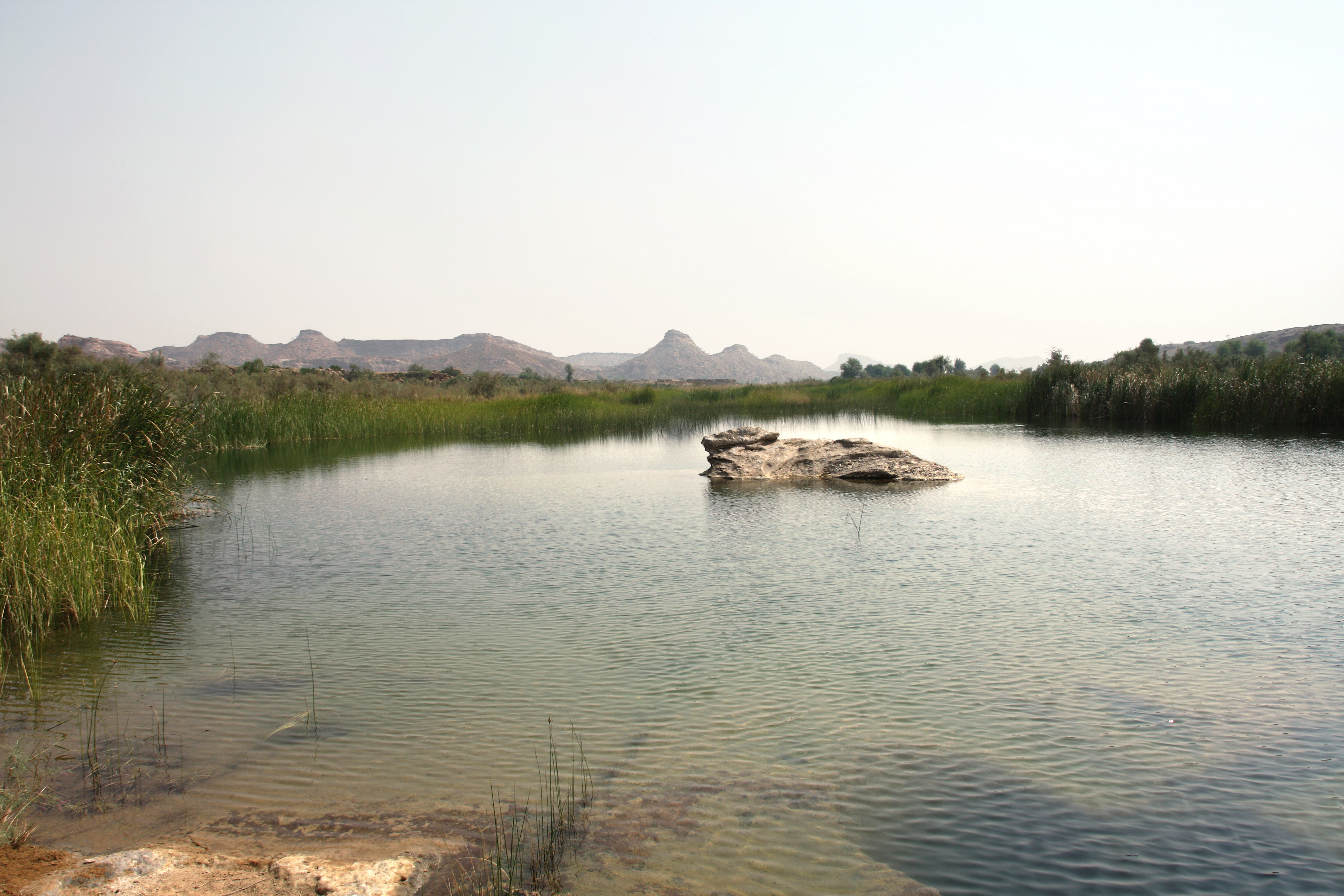
See im Kirthar-Nationalpark
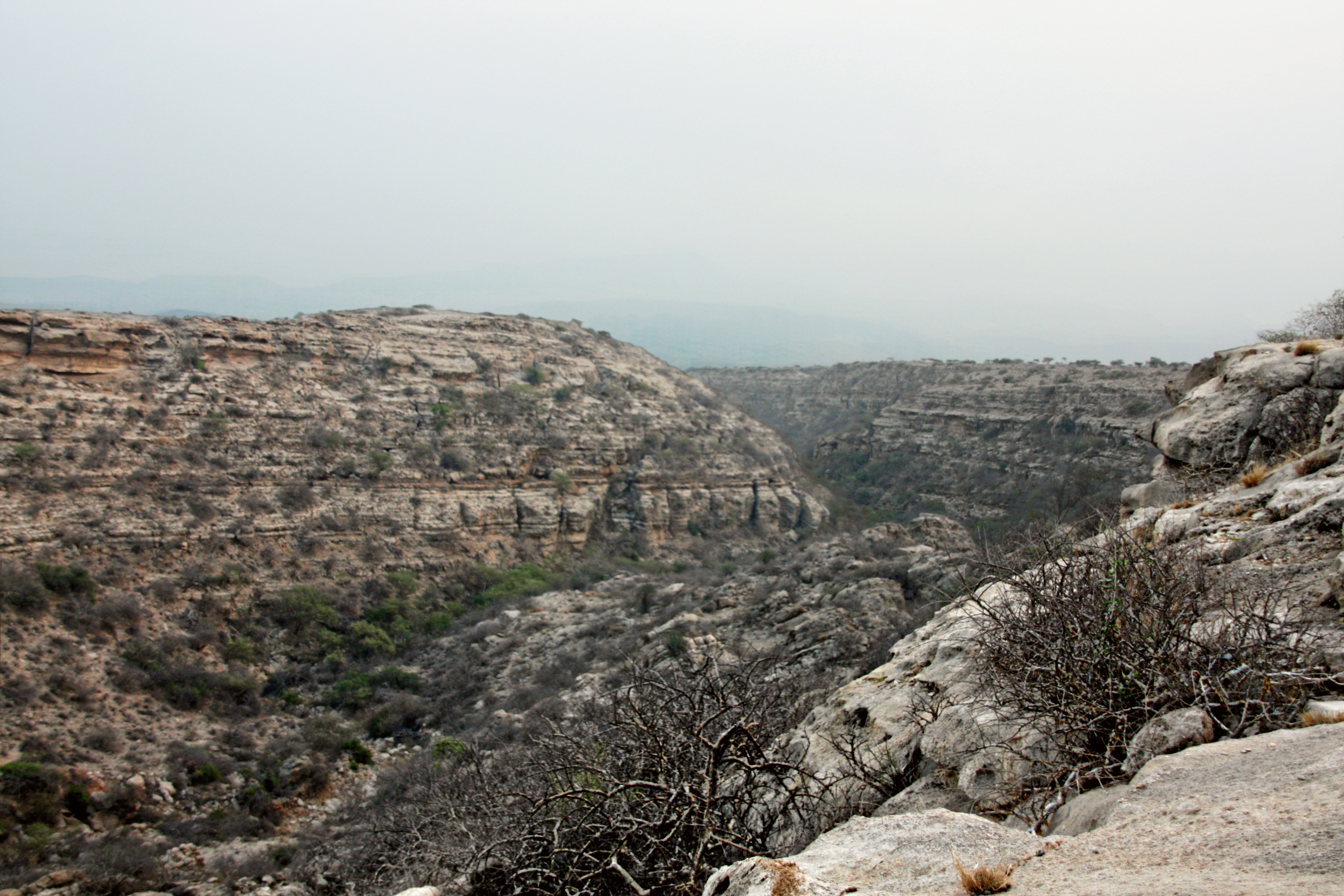
Landschaft im Nationalpark
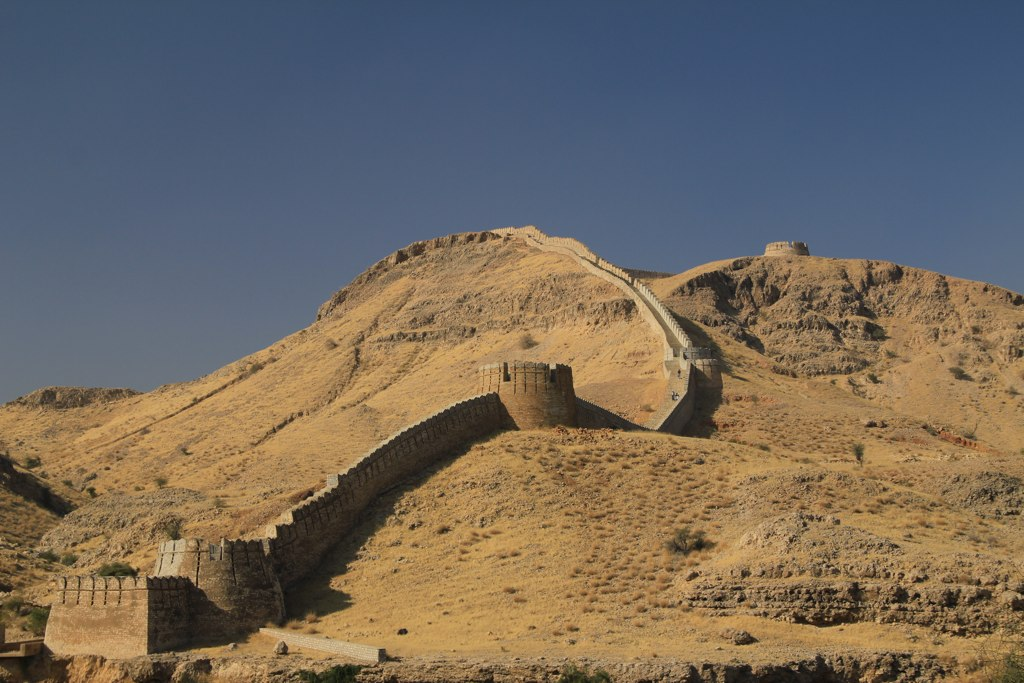
Ranikot